# Maria de Médicis (1445-1479)
Pour les articles homonymes, voir Marie de Médicis (homonyme).
Maria de Médicis ou Maria di Piero de' Medici, (Florence, 1455 - mars 1479) est un membre de la famille de Médicis, dirigeants de facto de la république de Florence à la fin du XVe siècle. Elle est la fille de Pierre Ier de Médicis, souverain de la république de Florence, et la fille adoptive de Lucrezia Tornabuoni, mère de Laurent de Médicis .

## Biographie
Les informations sur sa vie sont rares. Elle a probablement été élevée par des tuteurs humanistes aux côtés de ses frères et sœurs plus jeunes qui ont fait d'elle une femme cultivée et raffinée. Elle est issue d'une relation extraconjugale de Pierre Ier de Médicis et a ensuite été adoptée par l'épouse de celui-ci, Lucrezia Tornabuoni .
En 1473, elle épouse Leonetto de Rossi. Elle est la mère du cardinal Luigi de Rossi, fidèle ami de son cousin le pape Léon X, et représenté à gauche dans le tableau Portrait du pape Léon X de Raphael Sanzio.